# Asparagus persicus
Asparagus persicus — вид рослин із родини холодкових (Asparagaceae).

## Біоморфологічна характеристика
Це прямовисна чи висхідна гола трав'яниста рослина. Стебло 25–150 см, пряме або гнучке, бороздчасте; гілки розлогі. Шпора 0–4 мм. Філокладії (1)2–5(8) на пучок, лінійно-шилоподібні, жолобчасті, нерівні, 10–50 × 0.3–0.7 мм, голі, зелені, майже прямі чи вигнуті, гострі. Квітки по 1–2 на пучок чи пазуху гілки. Квітконіжки 10–22 мм, суглобові над серединою. Чоловіча оцвітина 6–7 мм, жовтувато-зелена, до основи бурувата. Пиляки 1.2-1.5 мм. Ягода червона, 6–8 мм у діаметрі; насіння зазвичай 1. Період цвітіння: травень — липень.

## Середовище проживання
Зростає від Центральної Туреччини до Монголії та Західного Пакистану.
Населяє чагарники біля струмків, в ущелинах, вологі пасовища, магматичні осипи, солоний степ.